# Gustaf Dyrssen
Gustaf Peder Wilhelm Dyrssen (Stoccolma, 24 novembre 1891 – Kungsängen, 13 maggio 1981) è stato un pentatleta e schermidore svedese.

## Palmarès
In carriera ha conseguito i seguenti risultati:
- Giochi olimpici:

Anversa 1920: oro nel pentathlon moderno.
Parigi 1924: argento nel pentathlon moderno.
Berlino 1936: argento nella spada a squadre.
- Mondiali di scherma

1931 - Vienna: bronzo nel spada a squadre.
1933 - Budapest: bronzo nel spada a squadre.
1934 - Varsavia: argento nel spada individuale e bronzo a squadre.
1935 - Losanna: argento nel spada a squadre.
1937 - Parigi: bronzo nel spada a squadre.
1938 - Piešťany: argento nel spada a squadre.